# Trichopria
Genre
Synonymes
- Ashmeadopria Kieffer, 1912[2]
- Phaenopria Ashmead, 1893[2]

Trichopria est un genre d'hyménoptères parasitoïdes de la famille des Diapriidae. Ces guêpes parasitent des pupes de diptères.

## Systématique
Le genre Trichopria a été créé en 1893 par William Harris Ashmead avec, pour espèce type, Trichopria pentaplasta

## Liste des espèces
Selon BioLib (27 mai 2021) :
- Trichopria acuminata Dodd, 1915
- Trichopria acuta (Dodd, 1915)
- Trichopria aequata (Thomson, 1859)
- Trichopria alfoeldica Megyaszai, 1998
- Trichopria aptera (Ruthe, 1859)
- Trichopria atrata Notton, 1994
- Trichopria atricornis Kieffer, 1911
- Trichopria atricorpus Dodd, 1915
- Trichopria atricoxa (Szabo, 1983)
- Trichopria australiaensis Özdikmen, 2011
- Trichopria basalis (Thomson, 1859)
- Trichopria biarticularta Hilpert, 1989
- Trichopria bipunctata Kieffer, 1911
- Trichopria bitensis Dessart, 1975
- Trichopria breisgauensis Hilpert, 1989
- Trichopria brevipennis Kieffer, 1911
- Trichopria buyssoni Kieffer, 1911
- Trichopria cameroni (Kieffer, 1909)
- Trichopria castanea (Kieffer, 1911)
- Trichopria ciliaris Kieffer, 1911
- Trichopria cilipes (Kieffer, 1904)
- Trichopria clavatiscapus (Kieffer, 1905)
- Trichopria compressa (Thomson, 1859)
- Trichopria conotoma (Kieffer, 1911)
- Trichopria crassifemur Nixon, 1980
- Trichopria credne Nixon, 1980
- Trichopria cursor (Kieffer, 1911)
- Trichopria darassa (Szabo, 1983)
- Trichopria erynniae (Kieffer, 1910)
- Trichopria evanescens Kieffer, 1911
- Trichopria festiva Kieffer, 1911
- Trichopria fimicola (Ferrière, 1933)
- Trichopria flavicornis (Kieffer, 1904)
- Trichopria flavidipennis Kieffer, 1911
- Trichopria formicaria (Wasmann, 1899)
- Trichopria fucicola (Walker, 1834)
- Trichopria fuliginosa (Wasmann, 1899)
- Trichopria fuscipennis Szabo, 1978
- Trichopria giraulti Dodd, 1916
- Trichopria globiceps (Dodd, 1916)
- Trichopria halterata (Kieffer, 1909)
- Trichopria hungarica (Szabo, 1977)
- Trichopria hunnia (Szabo, 1983)
- Trichopria hyalinipennis (Thomson, 1859)
- Trichopria incrassata (Jansson, 1955)
- Trichopria indiana Özdikmen, 2011
- Trichopria inquilina (Kieffer, 1904)
- Trichopria laeviventris (Dodd, 1915)
- Trichopria laminata (Kieffer, 1911)
- Trichopria lignicola (Kieffer, 1911)
- Trichopria lonchaearum Kieffer, 1911
- Trichopria longiclava Masi, 1931
- Trichopria longipetiolata (Szabo, 1978)
- Trichopria madeirae (Kieffer, 1905)
- Trichopria marshalli (Kieffer, 1916)
- Trichopria masrensis Priesner, 1940
- Trichopria melanosema Kieffer, 1912
- Trichopria melanostola (Kieffer, 1911)
- Trichopria minor (Priesner, 1953)
- Trichopria modesta (Ratzeburg, 1848)
- Trichopria morio (Thomson, 1859)
- Trichopria musciperda Kieffer, 1911
- Trichopria myrmecobia (Kieffer, 1911)
- Trichopria necans (Kieffer, 1911)
- Trichopria nigra (Nees, 1834)
- Trichopria nigriclava (Szabo, 1978)
- Trichopria nigricornis (Marshall, 1868)
- Trichopria nigricorpus Dodd, 1915
- Trichopria nixoni Notton, 1995
- Trichopria norfolcensis (Dodd, 1924)
- Trichopria oogaster (Thomson, 1858)
- Trichopria oxygaster Masner, 1965
- Trichopria paludicola Notton, 1995
- Trichopria parva Szabo, 1983
- Trichopria picipes (Nees, 1834)
- Trichopria plaga (Szabo, 1983)
- Trichopria platythoracis Szabo, 1959
- Trichopria polita Notton, 1993
- Trichopria prema Nixon, 1980
- Trichopria pulchrithorax (Dodd, 1915)
- Trichopria quadrata Dodd, 1916
- Trichopria quadrifida Notton, 1994
- Trichopria rotundata (Kieffer, 1911)
- Trichopria rubrithoraca Szabo, 1960
- Trichopria rubrithorax (Dodd, 1915)
- Trichopria semicastanea (Dodd, 1915)
- Trichopria seyrigi Kieffer, 1926
- Trichopria sharmai Özdikmen, 2011
- Trichopria socia (Kieffer, 1905)
- Trichopria sociabilis Masner, 1965
- Trichopria spinosa Kieffer, 1911
- Trichopria stilata (Kieffer, 1911)
- Trichopria striata Notton, 1993
- Trichopria subimpressa (Kieffer, 1911)
- Trichopria suspecta (Nees, 1834)
- Trichopria tenuicornis (Thomson, 1859)
- Trichopria tritoma (Thomson, 1859)
- Trichopria variicornis Kieffer, 1911
- Trichopria verticillata (Latreille, 1805)
- Trichopria vulpina (Kieffer, 1911)
- Trichopria wasmanni (Kieffer, 1911)

Selon ITIS (27 mai 2021) :
- Trichopria abdominalis Fouts, 1926
- Trichopria acutiventris (Brues, 1902)
- Trichopria affinis (Ashmead, 1893)
- Trichopria agromyzae (Fitch, 1856)
- Trichopria angustipennis Muesebeck, 1939
- Trichopria armata (Ashmead, 1888)
- Trichopria atrichomelinae Muesebeck, 1972
- Trichopria bifovea Kieffer, 1895
- Trichopria bifoveolata (Ashmead, 1893)
- Trichopria californica (Ashmead, 1893)
- Trichopria carolinensis Ashmead, 1893
- Trichopria clarimontis (Kieffer, 1906)
- Trichopria columbiana (Ashmead, 1893)
- Trichopria crassiclava (Kieffer, 1906)
- Trichopria dentata Muesebeck, 1967
- Trichopria discreta Muesebeck, 1893
- Trichopria erythropus (Ashmead, 1893)
- Trichopria erythrothorax (Ashmead, 1887)
- Trichopria flavipes Ashmead, 1893
- Trichopria floridana (Ashmead, 1887)
- Trichopria floridensis (Ashmead, 1887)
- Trichopria foveata (Kieffer, 1908)
- Trichopria haematobiae (Ashmead, 1893)
- Trichopria harringtoni (Ashmead, 1888)
- Trichopria hirticollis (Ashmead, 1887)
- Trichopria infuscatipes (Ashmead, 1893)
- Trichopria kiefferi Muesebeck, 1979
- Trichopria megaplasta (Ashmead, 1893)
- Trichopria melanocera (Kieffer, 1906)
- Trichopria minutissima (Ashmead, 1893)
- Trichopria montana (Ashmead, 1893)
- Trichopria muscae (Ashmead, 1893)
- Trichopria myoleptae Muesebeck, 1967
- Trichopria nevadensis (Kieffer, 1906)
- Trichopria occidentalis (Fouts, 1927)
- Trichopria pacifica Ashmead, 1893
- Trichopria paludis Muesebeck, 1939
- Trichopria parva (Ashmead, 1893)
- Trichopria pentaplasta Ashmead, 1893
- Trichopria pezomachoides (Ashmead, 1888)
- Trichopria popei (Muesebeck)
- Trichopria popenoei Ashmead
- Trichopria provancheri (Kieffer, 1916)
- Trichopria rufipes Ashmead, 1893
- Trichopria schwarzii (Ashmead, 1893)
- Trichopria tabanivora Fouts, 1926
- Trichopria tetraplasta (Ashmead, 1893)
- Trichopria texana (Ashmead, 1893)
- Trichopria unifoveata (Kieffer, 1906)
- Trichopria utahensis (Ashmead, 1893)
- Trichopria villosicornis (Kieffer, 1906)
- Trichopria virginica (Ashmead, 1893)
- Trichopria virginiensis Masner, 1893
- Trichopria zimmermanni Ashmead, 1893

Selon NCBI (27 mai 2021) :
- Trichopria basalis (Thomson, 1859)
- Trichopria drosophilae Perkins
- Trichopria suspecta (Nees, 1834)
- Trichopria verticillata

## Publication originale
- Ashmead, William H., A monograph of the North American Proctotrypidae (publication), Inconnu, Washington, 1893, [lire en ligne].